# Bolaño por sí mismo
Bolaño por sí mismo: entrevistas escogidas es un libro publicado en 2006, que corresponde a una recopilación de entrevistas realizadas al escritor chileno Roberto Bolaño entre 1998 y 2003. La selección de las entrevistas y la edición del libro fueron realizadas por Andrés Braithwaite, periodista chileno amigo de Bolaño, responsable de las colaboraciones de este último para el periódico Las Últimas Noticias entre 1999 y 2003, la mayoría de las cuales fueron en 2004 publicadas en el libro Entre paréntesis.
En 2011 apareció una segunda edición, revisada, con otra fotografía en la portada y sin las conversaciones con Rodrigo Fresán. y Ricardo Piglia que venían en la primera edición, aunque con dos entrevistas nuevas en la primera parte del libro.

## Contenido y estructura
El libro comienza con un prólogo del escritor mexicano Juan Villoro, amigo de Bolaño, titulado «La batalla futura». En este prólogo habla acerca de la pasión exhibida por Bolaño en sus conversaciones y entrevistas, de las cuales pueden desprenderse, como de su obra, multitud de datos aislados que, como pistas para un detective, no siempre deben interpretarse como verdades absolutas. Luego el libro se divide en tres partes:
1. «La literatura o la vida»
Incluye once entrevistas realizadas al escritor, editadas de modo que no se repitan las presentaciones e introducciones propias de toda entrevista.[2]
2. «Balas pasadas»
Incluye pequeños extractos de más de un centenar de entrevistas, implícitamente clasificados por diversas temáticas, entre las que se incluyen el acto de escribir, la literatura en general, la literatura chilena, el humor, la muerte y el suicidio, la fama, la estructura y el argumento, Borges y otros autores clásicos latinoamericanos, Mario Santiago, los libros, el Golpe de Estado en Chile de 1973, la política, la patria, su transición de México a España, su obra y su método, su infancia, entre otras.[2]
3. «Diálogos digitales»
Se incluyen dos conversaciones vía correo electrónico entre Roberto Bolaño y amigos escritores de éste: la primera con Rodrigo Fresán, que gira en torno al autor de ciencia ficción Philip K. Dick, y la segunda con Ricardo Piglia, con quien conversa sobre varios asuntos literarios.[2]

Adicionalmente se incluyen fotografías del escritor de distintas etapas de su vida, desde su niñez hasta sus últimos meses de vida.